# NGC 3754
NGC 3754 is een spiraalvormig sterrenstelsel in het sterrenbeeld Leeuw. Het hemelobject werd op 5 april 1874 ontdekt door de Britse astronoom Ralph Copeland.

## Synoniemen
- MCG 4-28-11
- Arp 320
- ZWG 127.12
- HCG 57D
- VV 282
- IRAS11352+2216
- PGC 36018